# Hell Freezes Over
| 전문가 평가   | 전문가 평가 |
| 평가 점수     | 평가 점수   |
| 출처          | 점수        |
| ------------- | ----------- |
| AllMusic      | [ 1 ]       |
| Rolling Stone | [ 2 ]       |

《Hell Freezes Over》는 1994년 11월 8일에 발매된 미국의 록 밴드 이글스의 두 번째 라이브 음반이다. 이 음반은 이글스가 14년간의 결별 후 재결성한 후 처음 발매되는 음반이다. 이 밴드의 라인업은 《The Long Run》 시대의 글렌 프라이, 돈 헨리, 돈 펠더, 조 월시, 티머시 B. 슈미트였다. 1994년 4월 MTV 스페셜을 위해 녹음된 네 개의 새 스튜디오 트랙과 열한 개의 트랙이 수록되어 있다. 두 개의 톱 40 메인스트림 싱글인 〈Get Over It〉과 〈Love Will Keep Us Alive〉는 음반에서 발매되었다. 또한 〈Hotel California〉의 어쿠스틱 버전도 갖추고 있다. 네 개의 새로운 스튜디오 녹음은 2001년 밴드에서 해고된 돈 펠더가 마지막으로 참여한 것이다.
그 음반은 발매되자마자 빌보드 200 차트에서 1위를 차지했고, 그곳에서 2주 동안 머물렀다. 이 음반은 미국에서 9백만 장 이상이 팔렸다.
《Hell Freezes Over》는 VHS, 레이저디스크, DVD로도 비디오 형태로 출시되었다. 음반이 발매되기 전, 이글스는 또한 투어를 시작했고, 이 투어는 1994년부터 1996년까지 지속되었고 음악 역사상 가장 성공적인 투어 중 하나가 되었다.

## 배경
이 음반의 이름은 1980년 밴드의 해체 이후 돈 헨리의 말을 인용한 것이다. 헨리는 인터뷰에서 밴드가 언제 다시 함께 연주할 것인지에 대한 질문을 받았고, 그는 "지옥이 얼어버릴 때(when Hell freezes over)"라고 대답했다. 글렌 프라이도 1982년 해체에 대해 "잃어버린 청춘과 탐욕 투어를 위해 이글스를 다시 합칠 가능성을 배제한다"고 말했다.
1993년 이글스의 헌정 음반 《Common Thread: The Songs of the Eagles》는 여러 컨트리 아티스트들에 의해 녹음되었다. 이 음반에서 〈Take It Easy〉를 커버했던 트래비스 트릿은 이 곡을 위한 자신의 비디오에 출연해 줄 것을 밴드에 요청했다. 이전 이글스 밴드 멤버들은 동의했고, 이 그룹이 함께 출연한 것은 13년 만에 처음 있는 일이다. 두 달 후, 프라이와 헨리는 그들의 매니지먼트사와 점심을 먹고 재결합하기로 결정했다.
이들은 1994년 4월 캘리포니아주 버뱅크에 있는 워너 브라더스 스튜디오에서 MTV 스페셜을 위해 처음으로 라이브 공연을 가졌다. 이 녹음 세션에서는 확장된 어쿠스틱 기타와 타악기 오프닝이 특징인 〈Hotel California〉의 새로운 편곡을 포함하여 《Hell Freezes Over》 음반의 11곡이 제작되었다. 콘서트의 시작에서 프라이는 관객들에게 "녹음상으로는 우리는 결코 헤어지지 않았고, 우리는 단지 14년의 휴가를 얻었다"고 농담을 했다. 투어는 5월 27일에 시작되었고, 1994년 11월 8일에 《Hell Freezes Over》 음반이 발매되었다. 이 음반은 1980년 라이브 음반에 이어 이 밴드의 두 번째 라이브 음반이다.
신곡 〈Get Over It〉이 수수한 히트를 쳤고 또 다른 신곡 〈Love Will Keep Us Alive〉가 《빌보드》 어덜트 컨템포러리 차트 1위에 올랐다.
DVD는 PCM 스테레오 사운드트랙과 더불어 DTS 포맷 사운드트랙을 갖춘 최초의 음악 릴리스 중 하나이다. DVD에는 Seven Bridges Road라는 노래가 DTS 오디오로만 수록되어 있다. DVD는 추가적인 돌비 디지털 사운드트랙과 함께 재발매되었다. 이 음반은 1997년 DTS CD로도 발매되었다.

## 곡 목록
| #   | 제목                               | 작사·작곡                      | 리드 보컬        | 재생 시간 |
| --- | ---------------------------------- | ------------------------------ | ---------------- | --------- |
| 1.  | 〈Get Over It (신곡)〉             | 돈 헨리, 글렌 프라이           | 돈 헨리          | 3:31      |
| 2.  | 〈Love Will Keep Us Alive (신곡)〉 | 피트 베일, 짐 카팔디, 폴 캐럭  | 티머시 B. 슈미트 | 4:03      |
| 3.  | 〈The Girl from Yesterday (신곡)〉 | 프라이, 잭 템친                | 글렌 프라이      | 3:23      |
| 4.  | 〈Learn to Be Still (신곡)〉       | 헨리, 스탠 린치                | 헨리             | 4:28      |
| 5.  | 〈Tequila Sunrise〉                | 헨리, 프라이                   | 프라이           | 3:28      |
| 6.  | 〈Hotel California〉               | 돈 펠더, 헨리, 프라이          | 헨리             | 7:12      |
| 7.  | 〈Wasted Time〉                    | 헨리, 프라이                   | 헨리             | 5:19      |
| 8.  | 〈Pretty Maids All in a Row〉      | 조 월시, 조 비탈리             | 조 월시          | 4:26      |
| 9.  | 〈I Can't Tell You Why〉           | 헨리, 프라이, 티머시 B. 슈미트 | 슈미트           | 5:11      |
| 10. | 〈New York Minute〉                | 헨리, 대니 코치마, 제이 와인딩 | 헨리             | 6:37      |
| 11. | 〈The Last Resort〉                | 헨리, 프라이                   | 헨리             | 7:24      |
| 12. | 〈Take It Easy〉                   | 잭슨 브라운, 프라이            | 프라이           | 4:36      |
| 13. | 〈In the City〉                    | 월시, 배리 드 보존             | 월시             | 4:07      |
| 14. | 〈Life in the Fast Lane〉          | 헨리, 프라이, 월시             | 헨리             | 6:01      |
| 15. | 〈Desperado〉                      | 헨리, 프라이                   | 헨리             | 4:17      |

## 인증
| 국가                                                  | 인증        | 판매량/출하량 |
| ----------------------------------------------------- | ----------- | ------------- |
| 오스트레일리아 (ARIA)                                 | 플래티넘    | 70,000^       |
| 캐나다 (뮤직 캐나다)                                  | 7× 플래티넘 | 700,000^      |
| 일본 (RIAJ)                                           | 골드        | 286,000       |
| 네덜란드 (NVPI)                                       | 골드        | 50,000^       |
| 뉴질랜드 (RMNZ)                                       | 4× 플래티넘 | 60,000^       |
| 노르웨이 (IFPI 노르웨이)                              | 플래티넘    | 50,000*       |
| 스페인 (PROMUSICAE)                                   | 골드        | 50,000^       |
| 스웨덴 (GLF)                                          | 골드        | 50,000^       |
| 영국 (BPI)                                            | 플래티넘    | 300,000^      |
| 미국 (RIAA)                                           | 9× 플래티넘 | 9,000,000     |
| *판매량을 기반으로 한 인증 ^출하량을 기반으로 한 인증 |             |               |

| 국가                       | 인증         | 판매량/출하량 |
| -------------------------- | ------------ | ------------- |
| 아르헨티나 (CAPIF)         | 플래티넘     | 8,000^        |
| 오스트레일리아 (ARIA)      | 20× 플래티넘 | 300,000^      |
| 캐나다 (뮤직 캐나다)       | 플래티넘     | 10,000^       |
| 덴마크 (IFPI Danmark)      | 2× 플래티넘  | 80,000^       |
| 스웨덴 (GLF)               | 골드         | 10,000^       |
| 영국 (BPI)                 | 3× 플래티넘  | 150,000^      |
| 미국 (RIAA)                | 8× 플래티넘  | 800,000^      |
| ^출하량을 기반으로 한 인증 |              |               |